# Psaironeura remissa
Psaironeura remissa är en trollsländeart som först beskrevs av Philip Powell Calvert 1903.  Psaironeura remissa ingår i släktet Psaironeura och familjen Protoneuridae. Inga underarter finns listade i Catalogue of Life.